# Per la prima volta
Per la prima volta è un film televisivo del 1982, diretto da Noel Nosseck.

## Trama
Bonnie Dillon è un'adolescente emotivamente turbata che abbandona la scuola e parte per San Diego insieme al fidanzato Steve. La madre della ragazza chiede aiuto ad un vecchio amico della U.S. Navy per aiutarla a ritrovare sua figlia.